# Anna Toresdotter

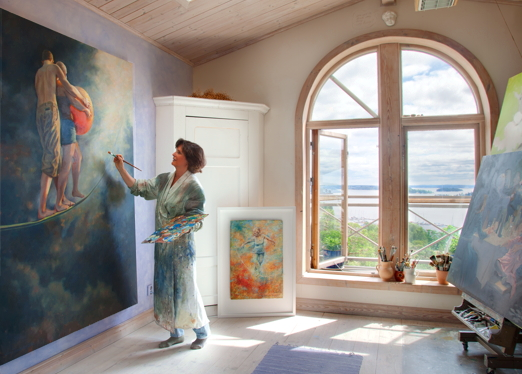
I ateljén.

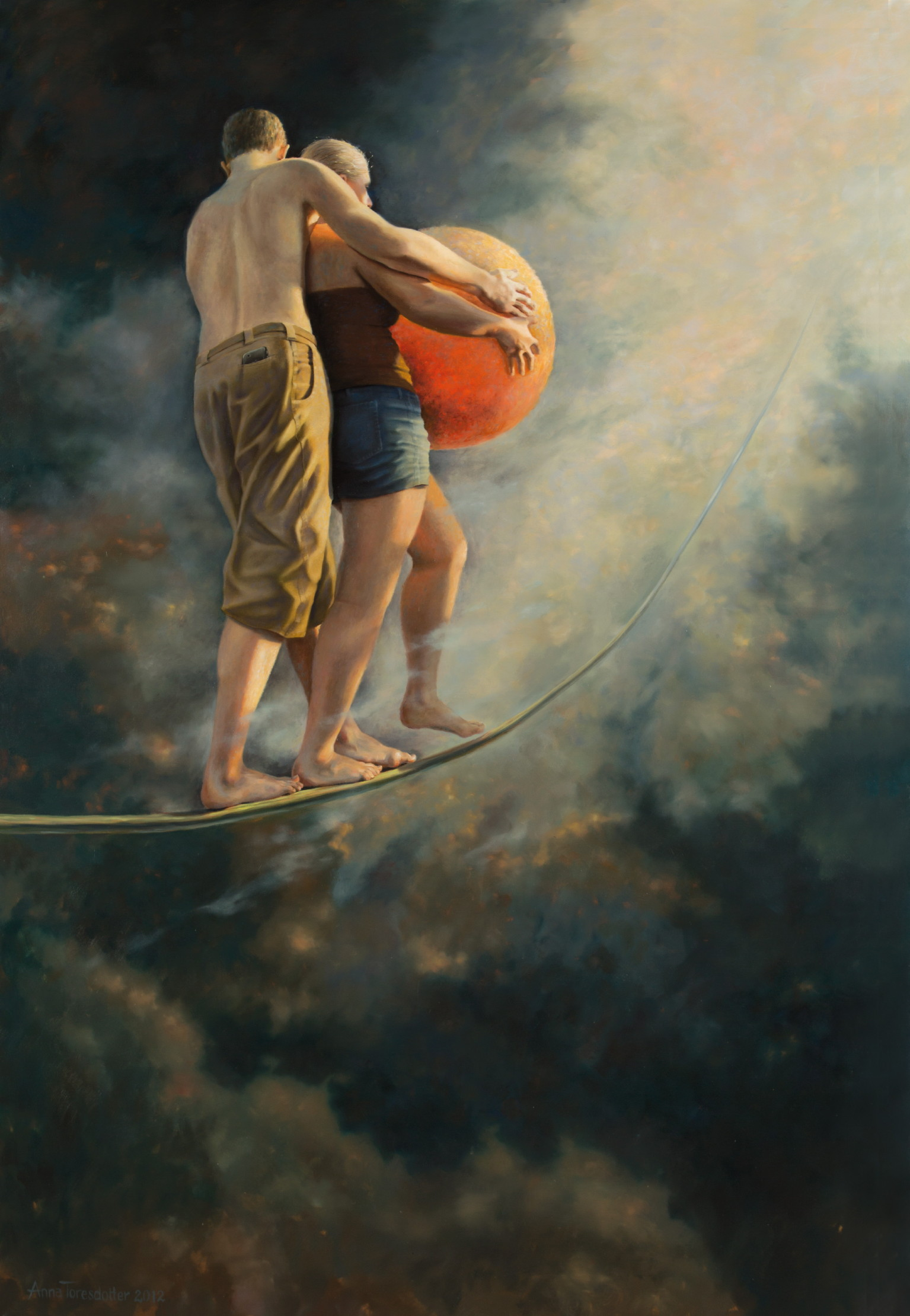
Bära eller brista, olja, 2013.

Anna Lillebil Christina Toresdotter, ursprungligen Jakobsson, född 25 december 1956 i Luleå stadsförsamling i Norrbottens län, är en svensk målare och grafiker.
Anna Toresdotter är dotterdotter till Fridtiof Erichsson som var konservator och konstnär. Sedan hon återvänt till sin hemstad efter några års utlandsvistelse tog karriären fart på 1980-talet med utställningar och bokutgivning. Sedan 1993 har hon ateljé och hem i Åkersberga.
Toresdotter är verksam som målare, har sysslat med litografi, gör egen musik till sin konst samt ger kurser i måleri. Hon har gett ut böcker om sin konst och utfört konstnärliga uppdrag för kommuner, landsting och Statens konstråd. Toresdotter är medlem i Konstnärernas riksorganisation (KRO) och i Föreningen Svenska Konstnärinnor.
Ett TV-program om hennes konst visades i TV 1, påskafton 1993.
Som målare är hon främst känd för sitt realistiska oljemåleri, gärna med en gammalmästerlig teknik. Ljusskildringar är centrala i hennes konst liksom engagemanget för ekologi och miljö.

## Offentliga utsmyckningar i urval
- 1984 Kallax flygterminal, Luleå (Luleå kommun)
- 1985 Norrbottens Stadshypoteksförening, Luleå
- 1986 Norrbottens flygflottilj, Luleå (Statens Konstråd)
- 1991 Stillhetens rum, Piteå lasarett (Norrbottens läns landsting)
- 1992 Ringelskolan, Arvidsjaur (Arvidsjaurs kommun)
- 1998 Piteå lasarett

## Separatutställningari urval
- 1983 Norrbottens län – Vandringsutställning på flera orter i Norrbottens museums regi
- 1984 Uleåborg, Finland – Uleåborgs Konstmuseum
- 1984 Wrocław, Polen – Galleria Sztuky Wstotczesnej
- 1985 Fredrikstad, Norge – Fredrikstads Konstförening
- 1985 Tokyo, Japan – Striped House Museum
- 1986 Luleå – Norrbottens museum
- 1989 Stockholm, Gamla Stan – Konstfrämjandet
- 1990 Chicago, USA – Swedish American Museum
- 1990 Asahikawa, Japan – Asahikawa stad
- 1995 Stockholm – Stockholm Artfair, Galleri Kronan
- 1996 Sala – Aguélimuseet
- 1996 Luleå – Norrbottens museum
- 1998–2001 – Vandringsutställning med dansföreställning på flera orter i Mellansverige
- 2014 Sollentuna – Edsvik konsthall
- 2017 Sollentuna – Edsvik Konsthall
- 2018 Luleå – Norrbottens museum
- 2022 Åkersberga – Österåkers Konsthall